# Saison 2021-2022 des Raptors de Toronto
La saison 2021-2022 des Raptors de Toronto est la 27e saison de la franchise au sein de la National Basketball Association (NBA).
Le 20 août 2021, la ligue annonce que la saison régulière démarre le 19 octobre 2021, avec un format typique de 82 matchs.
La franchise a raté les playoffs la saison dernière, pour la première fois depuis 2013. Cette année était la première depuis la saison 2012-2013 où les Raptors avaient leur propre choix de loterie, et avec leur 4e choix de draft, ils ont sélectionné Scottie Barnes, qui remporte le titre de NBA Rookie of the Year à l'issue de la saison.
Le 10 septembre 2021, le gouvernement canadien a autorisé l’équipe à jouer à domicile, dans la ville de Toronto, pour la première fois depuis le début de la pandémie de COVID-19. La saison précédente, ils avaient joué leurs matchs à domicile à Amalie Arena à Tampa, en Floride.
Durant la saison régulière, Fred VanVleet est devenu le second joueur non drafté de l'histoire de la NBA, à être sélectionné pour le NBA All-Star Game.
L'équipe termine à la 5e place de la conférence Est et à la 3e place de leur division. Elle décroche son billet pour les playoffs le 5 avril 2022, après une victoire face aux Hawks d'Atlanta. Au premier tour, les Raptors affrontent les 76ers de Philadelphie et s'inclinent au terme de six matchs.

## Draft
| Tour | Choix | Joueur         | Poste | Nationalité | Provenance                 |
| ---- | ----- | -------------- | ----- | ----------- | -------------------------- |
| 1    | 4     | Scottie Barnes | PF    | États-Unis  | Seminoles de Florida State |
| 2    | 46    | Dalano Banton  | PG    | Canada      | Cornhuskers du Nebraska    |
| 2    | 47    | David Johnson  | PG    | États-Unis  | Cardinals de Louisville    |

## Matchs

### Summer League
| Summer League Total: 4-1 |

| Match | Date match | Équipe       | Score   | Meilleur marqueur      | Meilleur rebondeur     | Meilleur passeur   | Lieux                | Série |
| ----- | ---------- | ------------ | ------- | ---------------------- | ---------------------- | ------------------ | -------------------- | ----- |
| 1     | 8 août     | New York     | V 89-79 | Malachi Flynn (23)     | Freddie Gillespie (13) | Scottie Barnes (5) | Thomas & Mack Center | 1 - 0 |
| 2     | 11 août    | Golden State | D 84-90 | Malachi Flynn (16)     | Dalano Banton (12)     | Dalano Banton (3)  | Thomas & Mack Center | 1 - 1 |
| 3     | 12 août    | Houston      | V 92-76 | Ishmail Wainright (20) | Jalen Adams (8)        | Quatre joueurs (3) | Thomas & Mack Center | 2 - 1 |
| 4     | 14 août    | Charlotte    | V 80-79 | Scottie Barnes (23)    | Malachi Flynn (10)     | Malachi Flynn (7)  | Cox Pavilion         | 3 - 1 |
| 5     | 17 août    | Brooklyn     | V 86-72 | Matt Morgan (24)       | Jalen Adams (13)       | Matt Morgan (5)    | Cox Pavilion         | 4 - 1 |

### Pré-saison
| Pré-saison Total: 3-2 (Domicile : 2-0; Extérieur : 1-2) |

| Match | Date match | Équipe         | Score     | Meilleur marqueur     | Meilleur rebondeur       | Meilleur passeur   | Lieux Spectateurs         | Série |
| ----- | ---------- | -------------- | --------- | --------------------- | ------------------------ | ------------------ | ------------------------- | ----- |
| 1     | 4 octobre  | Philadelphie   | V 123-107 | OG Anunoby (21)       | Justin Champagnie (10)   | Fred VanVleet (8)  | Scotiabank Arena 8 016    | 1 - 0 |
| 2     | 7 octobre  | @ Philadelphie | D 113-125 | OG Anunoby (22)       | Precious Achiuwa (8)     | Scottie Barnes (5) | Wells Fargo Center 11 732 | 1 - 1 |
| 3     | 9 octobre  | @ Boston       | D 111-113 | Fred VanVleet (22)    | Precious Achiuwa (13)    | Scottie Barnes (8) | TD Garden 19 156          | 1 - 2 |
| 4     | 11 octobre | Houston        | V 107-92  | Achiuwa, Anunoby (17) | Achiuwa, Wainright (5)   | Fred VanVleet (5)  | Scotiabank Arena 9 245    | 2 - 2 |
| 5     | 12 octobre | @ Washington   | V 113-108 | Malachi Flynn (22)    | Achiuwa, Champagnie (10) | Scottie Barnes (7) | Capital One Arena 7 048   | 3 - 2 |

### Saison régulière
| Saison régulière Total: 48-34 (Domicile : 24-17; Extérieur : 24-17) |

| Match | Date match | Équipe     | Score     | Meilleur marqueur     | Meilleur rebondeur    | Meilleur passeur     | Lieux Spectateurs            | Série |
| ----- | ---------- | ---------- | --------- | --------------------- | --------------------- | -------------------- | ---------------------------- | ----- |
| 1     | 20 octobre | Washington | D 83-98   | Barnes, VanVleet (12) | OG Anunoby (10)       | Dragić, VanVleet (4) | Scotiabank Arena 19 800      | 0 - 1 |
| 2     | 22 octobre | @ Boston   | V 115-83  | Scottie Barnes (25)   | Precious Achiuwa (15) | Fred VanVleet (9)    | TD Garden 19 156             | 1 - 1 |
| 3     | 23 octobre | Dallas     | D 95-103  | OG Anunoby (23)       | Precious Achiuwa (12) | Fred VanVleet (5)    | Scotiabank Arena 19 800      | 1 - 2 |
| 4     | 25 octobre | Chicago    | D 108-111 | OG Anunoby (22)       | Precious Achiuwa (11) | Fred VanVleet (17)   | Scotiabank Arena 19 800      | 1 - 3 |
| 5     | 27 octobre | Indiana    | V 118-100 | Fred VanVleet (26)    | Fred VanVleet (10)    | Scottie Barnes (7)   | Scotiabank Arena 19 800      | 2 - 3 |
| 6     | 29 octobre | Orlando    | V 110-109 | Scottie Barnes (21)   | Scottie Barnes (9)    | Fred VanVleet (6)    | Scotiabank Arena 19 800      | 3 - 3 |
| 7     | 30 octobre | @ Indiana  | V 97-94   | Scottie Barnes (21)   | Scottie Barnes (12)   | OG Anunoby (5)       | Gainbridge Fieldhouse 10 578 | 4 - 3 |

| Match | Date match   | Équipe         | Score     | Meilleur marqueur   | Meilleur rebondeur    | Meilleur passeur     | Lieux Spectateurs              | Série  |
| ----- | ------------ | -------------- | --------- | ------------------- | --------------------- | -------------------- | ------------------------------ | ------ |
| 8     | 1er novembre | @ New York     | V 113-104 | OG Anunoby (36)     | Achiuwa, VanVleet (9) | Fred VanVleet (8)    | Madison Square Garden 16 528   | 5 - 3  |
| 9     | 3 novembre   | @ Washington   | V 109-100 | Fred VanVleet (33)  | Precious Achiuwa (10) | Fred VanVleet (6)    | Capital One Arena 13 538       | 6 - 3  |
| 10    | 5 novembre   | Cleveland      | D 101-102 | OG Anunoby (23)     | Scottie Barnes (9)    | Fred VanVleet (6)    | Scotiabank Arena 19 800        | 6 - 4  |
| 11    | 7 novembre   | Brooklyn       | D 103-116 | Fred VanVleet (21)  | Achiuwa, Anunoby (8)  | Fred VanVleet (8)    | Scotiabank Arena 19 800        | 6 - 5  |
| 12    | 10 novembre  | @ Boston       | D 88-104  | Scottie Barnes (21) | Precious Achiuwa (9)  | Fred VanVleet (6)    | TD Garden 19 156               | 6 - 6  |
| 13    | 11 novembre  | @ Philadelphie | V 115-109 | Fred VanVleet (32)  | Scottie Barnes (9)    | Fred VanVleet (7)    | Wells Fargo Center 20 112      | 7 - 6  |
| 14    | 13 novembre  | Détroit        | D 121-127 | Pascal Siakam (25)  | Pascal Siakam (12)    | Pascal Siakam (7)    | Scotiabank Arena 19 800        | 7 - 7  |
| 15    | 15 novembre  | @ Portland     | D 113-118 | OG Anunoby (29)     | Scottie Barnes (8)    | Fred VanVleet (7)    | Moda Center 16 142             | 7 - 8  |
| 16    | 18 novembre  | @ Utah         | D 103-119 | Gary Trent Jr. (31) | Chris Boucher (8)     | Scottie Barnes (6)   | Vivint Smart Home Arena 18 306 | 7 - 9  |
| 17    | 19 novembre  | @ Sacramento   | V 108-89  | Pascal Siakam (32)  | Chris Boucher (12)    | Barnes, VanVleet (6) | Golden 1 Center 13 159         | 8 - 9  |
| 18    | 21 novembre  | @ Golden State | D 104-119 | Pascal Siakam (21)  | Scottie Barnes (13)   | Fred VanVleet (7)    | Chase Center 18 064            | 8 - 10 |
| 19    | 24 novembre  | @ Memphis      | V 126-113 | Gary Trent Jr. (26) | Scottie Barnes (9)    | Fred VanVleet (7)    | FedExForum 15 409              | 9 - 10 |
| 20    | 26 novembre  | @ Indiana      | D 97-114  | Fred VanVleet (26)  | Pascal Siakam (12)    | Trois joueurs (4)    | Gainbridge Fieldhouse 13 508   | 9 - 11 |
| 21    | 28 novembre  | Boston         | D 97-109  | Fred VanVleet (27)  | Precious Achiuwa (9)  | Pascal Siakam (5)    | Scotiabank Arena 19 800        | 9 - 12 |
| 22    | 30 novembre  | Memphis        | D 91-98   | Pascal Siakam (20)  | Fred VanVleet (9)     | Pascal Siakam (5)    | Scotiabank Arena 19 800        | 9 - 13 |

| Match | Date match  | Équipe        | Score          | Meilleur marqueur    | Meilleur rebondeur    | Meilleur passeur   | Lieux Spectateurs                 | Série   |
| ----- | ----------- | ------------- | -------------- | -------------------- | --------------------- | ------------------ | --------------------------------- | ------- |
| 23    | 2 décembre  | Milwaukee     | V 97-93        | Fred VanVleet (29)   | Trois joueurs (8)     | Trois joueurs (4)  | Scotiabank Arena 19 800           | 10 - 13 |
| 24    | 5 décembre  | Washington    | V 102-90       | Pascal Siakam (31)   | Precious Achiuwa (14) | Dalano Banton (6)  | Scotiabank Arena 19 800           | 11 - 13 |
| 25    | 8 décembre  | Oklahoma City | D 109-110      | Gary Trent Jr. (24)  | Pascal Siakam (11)    | Fred VanVleet (9)  | Scotiabank Arena 19 800           | 11 - 14 |
| 26    | 10 décembre | New York      | V 90-87        | Gary Trent Jr. (24)  | Scottie Barnes (15)   | Fred VanVleet (11) | Scotiabank Arena 19 800           | 12 - 14 |
| 27    | 13 décembre | Sacramento    | V 124-101      | Chris Boucher (17)   | Yuta Watanabe (10)    | Dalano Banton (6)  | Scotiabank Arena 19 463           | 13 - 14 |
| 28    | 14 décembre | @ Brooklyn    | D 129-131 (OT) | Fred VanVleet (31)   | Scottie Barnes (12)   | Fred VanVleet (9)  | Barclays Center 17 325            | 13 - 15 |
| -     | 16 décembre | Chicago       | Reporté        | Reporté              | Reporté               | Reporté            | Scotiabank Arena                  | -       |
| 29    | 18 décembre | Golden State  | V 119-100      | Fred VanVleet (27)   | Barnes, Boucher (8)   | Fred VanVleet (12) | Scotiabank Arena 7 988            | 14 - 15 |
| -     | 20 décembre | Orlando       | Reporté        | Reporté              | Reporté               | Reporté            | Scotiabank Arena                  | -       |
| -     | 22 décembre | @ Chicago     | Reporté        | Reporté              | Reporté               | Reporté            | United Center                     | -       |
| 30    | 26 décembre | @ Cleveland   | D 99-144       | Yuta Watanabe (26)   | Yuta Watanabe (13)    | Banton, Waters (6) | Rocket Mortgage FieldHouse 19 432 | 14 - 16 |
| 31    | 28 décembre | Philadelphie  | D 109-114      | Boucher, Siakam (28) | Chris Boucher (19)    | Pascal Siakam (8)  | Scotiabank Arena 6 960            | 14 - 17 |
| 32    | 31 décembre | L.A. Clippers | V 116-108      | Fred VanVleet (31)   | Pascal Siakam (19)    | Fred VanVleet (9)  | Scotiabank Arena 0                | 15 - 17 |

| Match | Date match | Équipe              | Score           | Meilleur marqueur   | Meilleur rebondeur     | Meilleur passeur   | Lieux Spectateurs               | Série   |
| ----- | ---------- | ------------------- | --------------- | ------------------- | ---------------------- | ------------------ | ------------------------------- | ------- |
| 33    | 2 janvier  | New York            | V 120-105       | Fred VanVleet (35)  | Pascal Siakam (14)     | Pascal Siakam (7)  | Scotiabank Arena 0              | 16 - 17 |
| 34    | 4 janvier  | San Antonio         | V 129-104       | Fred VanVleet (33)  | Pascal Siakam (12)     | Scottie Barnes (8) | Scotiabank Arena 0              | 17 - 17 |
| 35    | 5 janvier  | @ Milwaukee         | V 117-111       | Pascal Siakam (33)  | Precious Achiuwa (8)   | Pascal Siakam (6)  | Fiserv Forum 17 341             | 18 - 17 |
| 36    | 7 janvier  | Utah                | V 122-108       | Fred VanVleet (37)  | Fred VanVleet (10)     | Fred VanVleet (10) | Scotiabank Arena 0              | 19 - 17 |
| 37    | 9 janvier  | La Nouvelle-Orléans | V 105-101       | Fred VanVleet (32)  | Pascal Siakam (10)     | Pascal Siakam (7)  | Scotiabank Arena 0              | 20 - 17 |
| 38    | 11 janvier | Phoenix             | D 95-99         | OG Anunoby (25)     | Chris Boucher (16)     | Pascal Siakam (7)  | Scotiabank Arena 0              | 20 - 18 |
| 39    | 14 janvier | @ Détroit           | D 87-103        | Fred VanVleet (24)  | Pascal Siakam (11)     | Fred VanVleet (10) | Little Caesars Arena 18 011     | 20 - 19 |
| 40    | 15 janvier | @ Milwaukee         | V 103-96        | Pascal Siakam (30)  | Justin Champagnie (12) | Pascal Siakam (10) | Fiserv Forum 17 341             | 21 - 19 |
| 41    | 17 janvier | @ Miami             | D 99-104        | Chris Boucher (23)  | Precious Achiuwa (15)  | Pascal Siakam (10) | FTX Arena 19 600                | 21 - 20 |
| 42    | 19 janvier | @ Dallas            | D 98-102        | Pascal Siakam (20)  | Chris Boucher (12)     | Fred VanVleet (12) | American Airlines Center 19 218 | 21 - 21 |
| 43    | 21 janvier | @ Washington        | V 109-105       | Scottie Barnes (27) | OG Anunoby (9)         | Fred VanVleet (12) | Capital One Arena 14 755        | 22 - 21 |
| 44    | 23 janvier | Portland            | D 105-114       | Pascal Siakam (28)  | Chris Boucher (9)      | Fred VanVleet (8)  | Scotiabank Arena 0              | 22 - 22 |
| 45    | 25 janvier | Charlotte           | V 125-113       | Gary Trent Jr. (32) | Pascal Siakam (9)      | Pascal Siakam (12) | Scotiabank Arena 0              | 23 - 22 |
| 46    | 26 janvier | @ Chicago           | D 105-111       | Gary Trent Jr. (32) | Pascal Siakam (7)      | Barnes, Siakam (7) | United Center 20 269            | 23 - 23 |
| 47    | 29 janvier | @ Miami             | V 124-120 (3OT) | Gary Trent Jr. (33) | OG Anunoby (14)        | Fred VanVleet (8)  | FTX Arena 19 600                | 24 - 23 |
| 48    | 31 janvier | @ Atlanta           | V 106-100       | Gary Trent Jr. (31) | Chris Boucher (7)      | Fred VanVleet (11) | State Farm Arena 14 168         | 25 - 23 |

| Match                  | Date match  | Équipe                | Score          | Meilleur marqueur   | Meilleur rebondeur  | Meilleur passeur      | Lieux Spectateurs           | Série   |
| ---------------------- | ----------- | --------------------- | -------------- | ------------------- | ------------------- | --------------------- | --------------------------- | ------- |
| 49                     | 1er février | Miami                 | V 110-106      | Gary Trent Jr. (33) | Pascal Siakam (14)  | Fred VanVleet (6)     | Scotiabank Arena 0          | 26 - 23 |
| 50                     | 3 février   | Chicago               | V 127-120 (OT) | Pascal Siakam (25)  | Pascal Siakam (13)  | Fred VanVleet (9)     | Scotiabank Arena 0          | 27 - 23 |
| 51                     | 4 février   | Atlanta               | V 125-114      | Pascal Siakam (33)  | OG Anunoby (10)     | Fred VanVleet (11)    | Scotiabank Arena 0          | 28 - 23 |
| 52                     | 7 février   | @ Charlotte           | V 116-101      | Pascal Siakam (24)  | Pascal Siakam (11)  | Pascal Siakam (8)     | Spectrum Center 14 102      | 29 - 23 |
| 53                     | 9 février   | @ Oklahoma City       | V 117-98       | Pascal Siakam (27)  | Pascal Siakam (16)  | Fred VanVleet (6)     | Paycom Center 13 858        | 30 - 23 |
| 54                     | 10 février  | @ Houston             | V 139-120      | Gary Trent Jr. (42) | Scottie Barnes (7)  | Scottie Barnes (6)    | Toyota Center 16 129        | 31 - 23 |
| 55                     | 12 février  | Denver                | D 109-110      | Pascal Siakam (35)  | Pascal Siakam (10)  | Pascal Siakam (7)     | Scotiabank Arena 0          | 31 - 24 |
| 56                     | 14 février  | @ La Nouvelle-Orléans | D 90-120       | Fred VanVleet (20)  | Boucher, Birch (6)  | Anunoby, VanVleet (2) | Smoothie King Center 15 319 | 31 - 25 |
| 57                     | 16 février  | @ Minnesota           | V 103-91       | Gary Trent Jr. (30) | Chris Boucher (10)  | Pascal Siakam (9)     | Target Center 15 982        | 32 - 25 |
| NBA All-Star Game 2022 |             |                       |                |                     |                     |                       |                             |         |
| 58                     | 25 février  | @ Charlotte           | D 93-125       | Scottie Barnes (28) | Trois joueurs (5)   | Malachi Flynn (5)     | Spectrum Center 17 577      | 32 - 26 |
| 59                     | 26 février  | @ Atlanta             | D 100-127      | Fred VanVleet (24)  | Pascal Siakam (10)  | Fred VanVleet (9)     | State Farm Arena 17 870     | 32 - 27 |
| 60                     | 28 février  | @ Brooklyn            | V 133-97       | Scottie Barnes (28) | Scottie Barnes (16) | Pascal Siakam (6)     | Barclays Center 17 112      | 33 - 27 |

| Match | Date match | Équipe          | Score          | Meilleur marqueur   | Meilleur rebondeur      | Meilleur passeur     | Lieux Spectateurs                 | Série   |
| ----- | ---------- | --------------- | -------------- | ------------------- | ----------------------- | -------------------- | --------------------------------- | ------- |
| 61    | 1er mars   | Brooklyn        | V 109-108      | Gary Trent Jr. (24) | Scottie Barnes (10)     | Malachi Flynn (8)    | Scotiabank Arena 18 903           | 34 - 27 |
| 62    | 3 mars     | Détroit         | D 106-108      | Pascal Siakam (28)  | Barnes, Boucher (10)    | Gary Trent Jr. (4)   | Scotiabank Arena 19 548           | 34 - 28 |
| 63    | 4 mars     | Orlando         | D 97-103       | Pascal Siakam (34)  | Pascal Siakam (14)      | Malachi Flynn (8)    | Scotiabank Arena 19 081           | 34 - 29 |
| 64    | 6 mars     | @ Cleveland     | D 96-104       | Pascal Siakam (24)  | Scottie Barnes (12)     | Scottie Barnes (6)   | Rocket Mortgage FieldHouse 19 432 | 34 - 30 |
| 65    | 9 mars     | @ San Antonio   | V 119-104      | Fred VanVleet (26)  | Barnes, Siakam (8)      | Dalano Banton (4)    | AT&T Center 15 121                | 35 - 30 |
| 66    | 11 mars    | @ Phoenix       | V 117-112      | Gary Trent Jr. (42) | Trent Jr., VanVleet (8) | Pascal Siakam (10)   | Footprint Center 17 071           | 36 - 30 |
| 67    | 12 mars    | @ Denver        | V 127-115      | Pascal Siakam (33)  | Chris Boucher (13)      | Scottie Barnes (10)  | Ball Arena 18 659                 | 37 - 30 |
| 68    | 14 mars    | @ L.A. Lakers   | V 114-103      | Gary Trent Jr. (28) | Achiuwa, Siakam (11)    | Fred VanVleet (7)    | Crypto.com Arena 18 228           | 38 - 30 |
| 69    | 16 mars    | @ L.A. Clippers | V 103-100      | Pascal Siakam (31)  | Pascal Siakam (12)      | Siakam, VanVleet (3) | Crypto.com Arena 19 068           | 39 - 30 |
| 70    | 18 mars    | L.A. Lakers     | D 123-128 (OT) | Scottie Barnes (31) | Scottie Barnes (17)     | Siakam, VanVleet (7) | Scotiabank Arena 19 800           | 39 - 31 |
| 71    | 20 mars    | @ Philadelphie  | V 93-88        | Pascal Siakam (26)  | Chris Boucher (14)      | Pascal Siakam (5)    | Wells Fargo Center 21 180         | 40 - 31 |
| 72    | 21 mars    | @ Chicago       | D 99-113       | Pascal Siakam (22)  | Chris Boucher (10)      | Fred VanVleet (9)    | United Center 21 778              | 40 - 32 |
| 73    | 24 mars    | Cleveland       | V 117-104      | Pascal Siakam (35)  | Chris Boucher (8)       | Fred VanVleet (8)    | Scotiabank Arena 19 800           | 41 - 32 |
| 74    | 26 mars    | Indiana         | V 131-91       | Pascal Siakam (23)  | Chris Boucher (10)      | Barnes, Siakam (7)   | Scotiabank Arena 19 800           | 42 - 32 |
| 75    | 28 mars    | Boston          | V 115-112 (OT) | Pascal Siakam (40)  | Pascal Siakam (13)      | Scottie Barnes (4)   | Scotiabank Arena 19 800           | 43 - 32 |
| 76    | 30 mars    | Minnesota       | V 125-102      | Gary Trent Jr. (29) | Pascal Siakam (10)      | Pascal Siakam (13)   | Scotiabank Arena 19 800           | 44 - 32 |

| Match | Date match | Équipe       | Score     | Meilleur marqueur     | Meilleur rebondeur  | Meilleur passeur   | Lieux Spectateurs            | Série   |
| ----- | ---------- | ------------ | --------- | --------------------- | ------------------- | ------------------ | ---------------------------- | ------- |
| 77    | 1er avril  | @ Orlando    | V 102-89  | Barnes, VanVleet (19) | Pascal Siakam (11)  | Scottie Barnes (7) | Amway Center 17 566          | 45 - 32 |
| 78    | 3 avril    | Miami        | D 109-114 | Siakam, VanVleet (29) | Boucher, Siakam (8) | Fred VanVleet (7)  | Scotiabank Arena 19 800      | 45 - 33 |
| 79    | 5 avril    | Atlanta      | V 118-108 | Pascal Siakam (31)    | Scottie Barnes (14) | Fred VanVleet (9)  | Scotiabank Arena 19 800      | 46 - 33 |
| 80    | 7 avril    | Philadelphie | V 119-114 | Pascal Siakam (37)    | Pascal Siakam (11)  | Pascal Siakam (12) | Scotiabank Arena 19 800      | 47 - 33 |
| 81    | 8 avril    | Houston      | V 117-115 | Pascal Siakam (29)    | Pascal Siakam (12)  | Pascal Siakam (7)  | Scotiabank Arena 19 800      | 48 - 33 |
| 82    | 10 avril   | @ New York   | D 94-105  | Chris Boucher (21)    | OG Anunoby (9)      | Scottie Barnes (5) | Madison Square Garden 19 812 | 48 - 34 |

### Playoffs
| Playoffs Total: 2-4 (Domicile : 1-2; Extérieur : 1-2) |

| Match | Date match | Équipe         | Score          | Meilleur marqueur  | Meilleur rebondeur   | Meilleur passeur   | Lieux Spectateurs         | Série |
| ----- | ---------- | -------------- | -------------- | ------------------ | -------------------- | ------------------ | ------------------------- | ----- |
| 1     | 16 avril   | @ Philadelphie | D 111-131      | Pascal Siakam (24) | Scottie Barnes (10)  | Scottie Barnes (8) | Wells Fargo Center 20 610 | 0 - 1 |
| 2     | 18 avril   | @ Philadelphie | D 97-112       | OG Anunoby (26)    | Pascal Siakam (10)   | Fred VanVleet (7)  | Wells Fargo Center 20 974 | 0 - 2 |
| 3     | 20 avril   | Philadelphie   | D 101-104 (OT) | OG Anunoby (26)    | Achiuwa, Boucher (6) | Fred VanVleet (9)  | Scotiabank Arena 19 800   | 0 - 3 |
| 4     | 23 avril   | Philadelphie   | V 110-102      | Pascal Siakam (34) | Scottie Barnes (11)  | Siakam, Young (5)  | Scotiabank Arena 19 800   | 1 - 3 |
| 5     | 25 avril   | @ Philadelphie | V 103-88       | Pascal Siakam (23) | Pascal Siakam (10)   | Pascal Siakam (7)  | Wells Fargo Center 20 517 | 2 - 3 |
| 6     | 28 avril   | Philadelphie   | D 97-132       | Chris Boucher (25) | Chris Boucher (10)   | Pascal Siakam (7)  | Scotiabank Arena 19 800   | 2 - 4 |

### Confrontations en saison régulière
| Conférence Est      | Conférence Est                              | Conférence Est                              | Conférence Est                              | Conférence Est                              | Conférence Ouest                            | Conférence Ouest                            | Conférence Ouest                            |
| Division Atlantique | Division Atlantique                         | Division Atlantique                         | Division Atlantique                         | Division Atlantique                         | Division Nord-Ouest                         | Division Nord-Ouest                         | Division Nord-Ouest                         |
| Équipe              | Domicile                                    | Domicile                                    | Extérieur                                   | Extérieur                                   | Équipe                                      | Domicile                                    | Extérieur                                   |
| ------------------- | ------------------------------------------- | ------------------------------------------- | ------------------------------------------- | ------------------------------------------- | ------------------------------------------- | ------------------------------------------- | ------------------------------------------- |
| Boston              | 97-109                                      | 115-112 (OT)                                | 115-83                                      | 88-104                                      | Denver                                      | 109-110                                     | 127-115                                     |
| Brooklyn            | 103-116                                     | 109-108                                     | 129-131 (OT)                                | 133-97                                      | Minnesota                                   | 125-102                                     | 103-91                                      |
| New York            | 90-87                                       | 120-105                                     | 113-104                                     | 94-105                                      | Oklahoma City                               | 109-110                                     | 117-98                                      |
| Philadelphie        | 109-114                                     | 119-114                                     | 115-109                                     | 93-88                                       | Portland                                    | 105-114                                     | 113-118                                     |
|                     |                                             |                                             |                                             |                                             | Utah                                        | 122-108                                     | 103-119                                     |
|                     | 5–3                                         | 5–3                                         | 5–3                                         | 5–3                                         |                                             | 2–3                                         | 3–2                                         |
| Division            | 10–6                                        | 10–6                                        | 10–6                                        | 10–6                                        | Division                                    | 5–5                                         | 5–5                                         |
| Division Centrale   | Division Centrale                           | Division Centrale                           | Division Centrale                           | Division Centrale                           | Division Pacifique                          | Division Pacifique                          | Division Pacifique                          |
| Équipe              | Domicile                                    | Domicile                                    | Extérieur                                   | Extérieur                                   | Équipe                                      | Domicile                                    | Extérieur                                   |
| Chicago             | 108-111                                     | 127-120 (OT)                                | 105-111                                     | 99-113                                      | Golden State                                | 119-100                                     | 104-119                                     |
| Cleveland           | 101-102                                     | 117-104                                     | 99-144                                      | 96-104                                      | L.A. Clippers                               | 116-108                                     | 103-100                                     |
| Detroit             | 121-127                                     | 106-108                                     | 87-103                                      |                                             | L.A. Lakers                                 | 123-128 (OT)                                | 114-103                                     |
| Indiana             | 118-100                                     | 131-91                                      | 97-94                                       | 97-114                                      | Phoenix                                     | 95-99                                       | 117-112                                     |
| Milwaukee           | 97-93                                       |                                             | 117-111                                     | 103-96                                      | Sacramento                                  | 124-101                                     | 108-89                                      |
|                     | 5–4                                         | 5–4                                         | 3–6                                         | 3–6                                         |                                             | 3–2                                         | 4–1                                         |
| Division            | 8–10                                        | 8–10                                        | 8–10                                        | 8–10                                        | Division                                    | 7–3                                         | 7–3                                         |
| Division Sud-Est    | Division Sud-Est                            | Division Sud-Est                            | Division Sud-Est                            | Division Sud-Est                            | Division Sud-Ouest                          | Division Sud-Ouest                          | Division Sud-Ouest                          |
| Équipe              | Domicile                                    | Domicile                                    | Extérieur                                   | Extérieur                                   | Équipe                                      | Domicile                                    | Extérieur                                   |
| Atlanta             | 125-114                                     | 118-108                                     | 106-100                                     | 100-127                                     | Dallas                                      | 95-103                                      | 98-102                                      |
| Charlotte           | 125-113                                     |                                             | 116-101                                     | 93-125                                      | Houston                                     | 117-115                                     | 139-120                                     |
| Miami               | 110-106                                     | 109-114                                     | 99-104                                      | 124-120 (3OT)                               | Memphis                                     | 91-98                                       | 126-113                                     |
| Orlando             | 110-109                                     | 97-103                                      | 102-89                                      |                                             | New Orleans                                 | 105-101                                     | 90-120                                      |
| Washington          | 83-98                                       | 102-90                                      | 109-100                                     | 109-105                                     | San Antonio                                 | 129-104                                     | 119-104                                     |
|                     | 6–3                                         | 6–3                                         | 6–3                                         | 6–3                                         |                                             | 3–2                                         | 3–2                                         |
| Division            | 12–6                                        | 12–6                                        | 12–6                                        | 12–6                                        | Division                                    | 6–4                                         | 6–4                                         |
| Conférence          | 30–22 (Domicile : 16–10; Extérieur : 14–12) | 30–22 (Domicile : 16–10; Extérieur : 14–12) | 30–22 (Domicile : 16–10; Extérieur : 14–12) | 30–22 (Domicile : 16–10; Extérieur : 14–12) | Conférence                                  | 18–12 (Domicile : 8–7; Extérieur : 10–5)    | 18–12 (Domicile : 8–7; Extérieur : 10–5)    |
| Total               | 48–34 (Domicile : 24–17; Extérieur : 24–17) | 48–34 (Domicile : 24–17; Extérieur : 24–17) | 48–34 (Domicile : 24–17; Extérieur : 24–17) | 48–34 (Domicile : 24–17; Extérieur : 24–17) | 48–34 (Domicile : 24–17; Extérieur : 24–17) | 48–34 (Domicile : 24–17; Extérieur : 24–17) | 48–34 (Domicile : 24–17; Extérieur : 24–17) |

## Classements
| Conférence Est | Conférence Est              | Conférence Est | Conférence Est | Conférence Est | Conférence Est | Conférence Est | Conférence Est |
| No             | Franchise                   | Vic.           | Déf.           | MJ             | V/D            | GB             |                |
| -------------- | --------------------------- | -------------- | -------------- | -------------- | -------------- | -------------- | -------------- |
| 1              | c - Heat de Miami           | 53             | 29             | 82             | .646           | –              |                |
| 2              | y - Celtics de Boston       | 51             | 31             | 82             | .622           | 2              |                |
| 3              | y - Bucks de Milwaukee      | 51             | 31             | 82             | .622           | 2              |                |
| 4              | x - 76ers de Philadelphie   | 51             | 31             | 82             | .622           | 2              |                |
| 5              | x - Raptors de Toronto      | 48             | 34             | 82             | .585           | 5              |                |
| 6              | x - Bulls de Chicago        | 46             | 36             | 82             | .561           | 7              |                |
|                |                             |                |                |                |                |                |                |
| 7              | x - Nets de Brooklyn        | 44             | 38             | 82             | .537           | 9              |                |
| 8              | pi - Cavaliers de Cleveland | 44             | 38             | 82             | .537           | 9              |                |
| 9              | x - Hawks d'Atlanta         | 43             | 39             | 82             | .524           | 10             |                |
| 10             | pi - Hornets de Charlotte   | 43             | 39             | 82             | .524           | 10             |                |
|                |                             |                |                |                |                |                |                |
| 11             | o - Knicks de New York      | 37             | 45             | 82             | .451           | 16             |                |
| 12             | o - Wizards de Washington   | 35             | 47             | 82             | .427           | 18             |                |
| 13             | o - Pacers de l'Indiana     | 25             | 57             | 82             | .305           | 28             |                |
| 14             | o - Pistons de Détroit      | 23             | 59             | 82             | .280           | 30             |                |
| 15             | o - Magic d'Orlando         | 22             | 60             | 82             | .268           | 31             |                |

| Division Atlantique       | V  | D  | MJ | V/D  | GB | Dom   | Ext   | Div  |
| ------------------------- | -- | -- | -- | ---- | -- | ----- | ----- | ---- |
| y - Celtics de Boston     | 51 | 31 | 82 | .622 | –  | 28–13 | 23–18 | 9–7  |
| x - 76ers de Philadelphie | 51 | 31 | 82 | .622 | –  | 24–17 | 27–14 | 6–10 |
| x - Raptors de Toronto    | 48 | 34 | 82 | .585 | 3  | 24–17 | 24–17 | 10–6 |
| x - Nets de Brooklyn      | 44 | 38 | 82 | .537 | 7  | 20–21 | 24–17 | 10–6 |
| o - Knicks de New York    | 37 | 45 | 82 | .451 | 14 | 17–24 | 20–21 | 5–11 |